# Been Around the World
«Been Around the World» (с англ. — «Я объездил весь мир») — четвёртый сингл американского рэпера Puff Daddy из его дебютного студийного альбома No Way Out, выпущенный 14 ноября 1997 года на лейбле Bad Boy Records.
В записи песни приняли участие рэперы The Notorious B.I.G. и Mase. Песня была спродюсирована Ron «Amen-Ra» Lawrence и Deric Angelettie. «Been Around the World» содержит семпл из хита Дэвида Боуи 1983 года, «Let’s Dance», и содержит интерполяцию песни Лизы Стэнсфилд «All Around the World» в исполнении The Notorious B.I.G. на припеве. В альбомной версии песня заканчивается скитом, состоящим из интервью с «The Mad Producer».
Сингл достиг 2 места в чарте Billboard Hot 100, 7 места в чарте Hot R&B/Hip-Hop Songs и 1 места в чарте Hot Rap Singles. А также занял 20 место в чарте UK Singles Chart в Великобритании. Сингл был сертифицирован как «платиновый» 16 декабря 1997 года.
Музыкальное видео на песню было снято Полом Хантером. Мэйс и Пафф Дэдди снялись в качестве шпионов. Видео включало в себя появления таких гостей, как Вивика А. Фокс, Куинси Джонс, Вайклеф Жан и Дженнифер Лопес.
Официальный ремикс на песню включает в себя участие от Mase и Carl Thomas и семплирует песню Роя Айерса «Feelin’ Good».

## Список композиций

### Винил12"
Сторона А
1. «Been Around The World» (Radio Mix) (Featuring The Notorious B.I.G. & Mase) — 4:04
2. «It's All About The Benjamins» (Remix I) (Featuring The Notorious B.I.G., Lil' Kim, The Lox, Dave Grohl, Fuzzbubble, Perfect, Rob Zombie) — 4:45
3. «It's All About The Benjamins» (Remix II) (Featuring The Notorious B.I.G., Lil' Kim, The Lox, Dave Grohl, Fuzzbubble, Perfect, Rob Zombie, Size 14) — 4:42
4. «It's All About The Benjamins» (Album Version) (Featuring The Notorious B.I.G., Lil' Kim, The Lox) — 4:38

Сторона Б
1. «Been Around The World» (Instrumental) — 5:20
2. «It's All About The Benjamins» (Remix I) (Featuring The Notorious B.I.G., Lil' Kim, The Lox, Dave Grohl, Fuzzbubble, Perfect, Rob Zombie) — 4:43
3. «It's All About The Benjamins» (Remix II) (Featuring The Notorious B.I.G., Lil' Kim, The Lox, Dave Grohl, Fuzzbubble, Perfect, Rob Zombie, Size 14) — 4:41

### CD-сингл
1. «Been Around The World» (Radio Mix) (Featuring The Notorious B.I.G. & Mase) — 4:07
2. «It's All About The Benjamins» (Shot-Caller Rock Remix) (Featuring The Notorious B.I.G., Lil' Kim, The Lox) — 4:44

### Промо CD-сингл
1. «Been Around The World» (Radio Mix) (Featuring The Notorious B.I.G. & Mase) — 4:07
2. «Been Around The World» (Instrumental) — 5:19

### Аудиокассета
Сторона А
1. «Been Around The World» (Radio Mix) (Featuring The Notorious B.I.G. & Mase) — 4:04
2. «It's All About The Benjamins» (Shot-Caller Rock Remix) (Featuring The Notorious B.I.G., Lil' Kim, The Lox) — 4:39

Сторона Б
1. «Been Around The World» (Radio Mix) (Featuring The Notorious B.I.G. & Mase) — 4:04
2. «It's All About The Benjamins» (Shot-Caller Rock Remix) (Featuring The Notorious B.I.G., Lil' Kim, The Lox) — 4:39

### Цифровая дистрибуция(iTunes/Apple) (2014)
1. «Been Around The World» (Featuring The Notorious B.I.G. & Mase) — 5:25
2. «Been Around The World» (Instrumental) — 5:20
3. «It's All About The Benjamins» (Mo Chedda Mix) (Featuring The Notorious B.I.G., Lil' Kim, The Lox) — 4:59
4. «It's All About The Benjamins» (Gangsta Mental Mix) (Featuring The Notorious B.I.G., Lil' Kim, The Lox) — 9:15

## Чарты

### Еженедельные чарты
| Чарт (1997)                           | Высшая позиция |
| ------------------------------------- | -------------- |
| Австралия (ARIA)                      | 48             |
| Австрия (Ö3 Austria Top 40)           | 26             |
| Бельгия/Фландрия (Ultratop 50)        | 30             |
| Бельгия/Валлония (Ultratop 50)        | 40             |
| Германия (GfK)                        | 41             |
| Нидерланды (Single Top 100)           | 40             |
| Новая Зеландия (Recorded Music NZ)    | 3              |
| Финляндия (Suomen virallinen lista)   | 20             |
| Швеция (Sverigetopplistan)            | 22             |
| Швейцария (Schweizer Hitparade)       | 39             |
| Великобритания (OCC UK Singles)       | 20             |
| США (Billboard Hot 100)               | 2              |
| США (Billboard Hot R&B/Hip-Hop Songs) | 7              |
| США (Billboard Hot Rap Songs)         | 1              |

### Итоговые годовые чарты
| Итоговый годовой чарт (1998) | Позиция |
| ---------------------------- | ------- |
| США Billboard Hot 100        | 19      |

## Сертификации
| Регион                                                       | Сертификация | Продажи   |
| ------------------------------------------------------------ | ------------ | --------- |
| США (RIAA)                                                   | Платиновый   | 1,600,000 |
| * Данные о продажах приведены только на основе сертификации. |              |           |